# Chiesa di Paregoretissa
La chiesa della Paregoretissa o Parigoritissa (in greco Παναγία ἠ Παρηγορήτισσα?, "Panagia della Consolazione") è la chiesa metropolitana bizantina del XIII secolo della città greca di Arta. Una parte dell'edificio ospita la Collezione Archeologica di Arta.

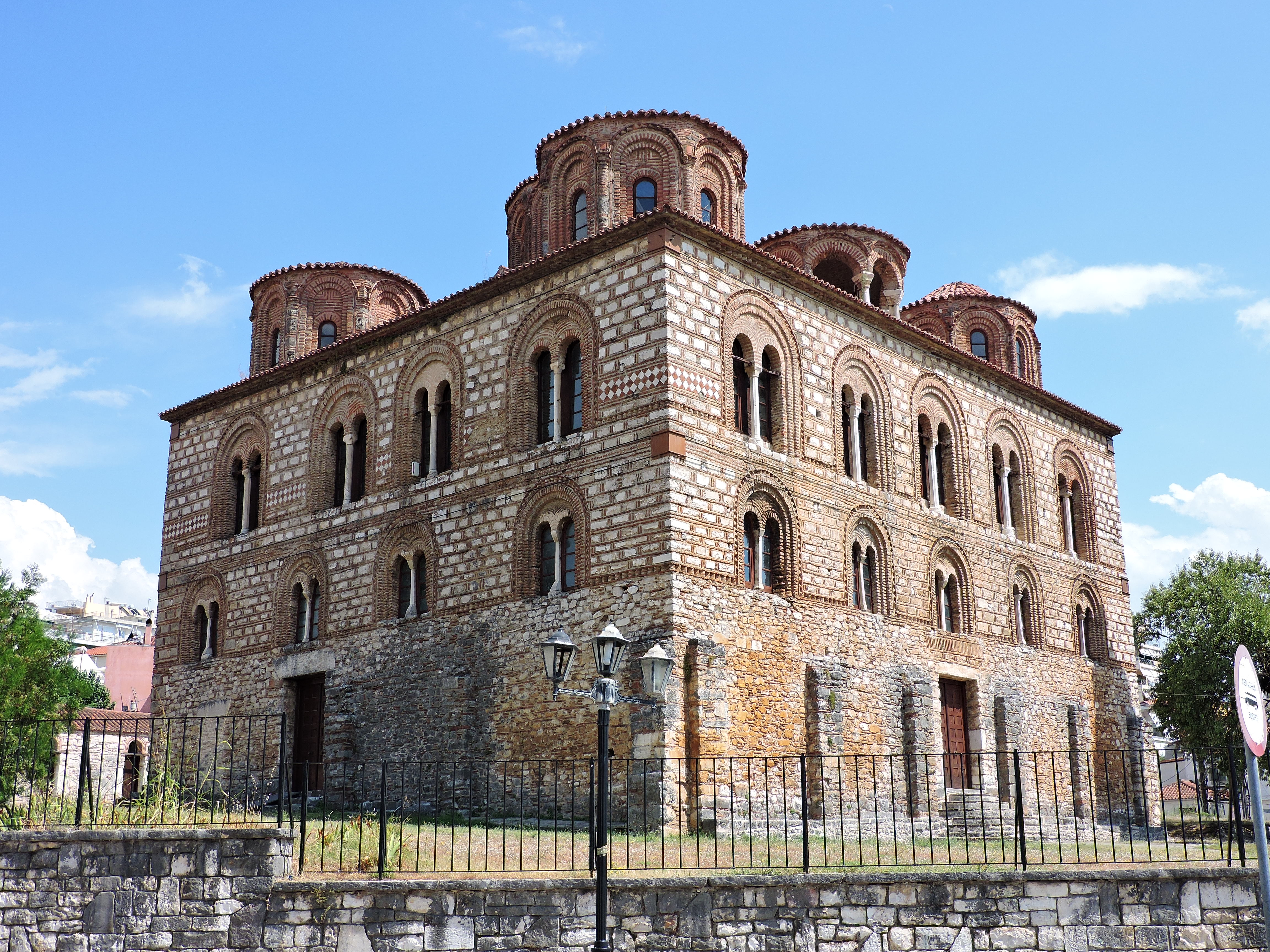
Chiesa di Paregoretissa

## Storia
La chiesa fu fondata nel 1290 circa dal despota dell'Epiro, Niceforo I Comneno Ducas (1268-1297), e dalla sua seconda moglie Anna Cantacuzena. La chiesa alla fine cadde in bancarotta, e fu trasformata in una dipendenza (metochio) dell'abbazia di Kato Panagia. Nel 1578, la chiesa è attestata come convento femminile.

## Architettura
La chiesa è un grande edificio a tre piani, quasi quadrato. È di tipo ottagonale, con la cupola centrale sostenuta da otto pilastri divisi in tre livelli. Ci sono anche quattro cupole più piccole su ogni angolo del tetto piatto della chiesa, e una lanterna. La sua decorazione interna è ricca, con rivestimenti in marmo fino al livello delle gallerie, e ampi mosaici e affreschi sopravvissuti al di sopra. Sulla cupola il mosaico del Cristo Pantocratore, circondato da angeli, e 12 profeti tra le finestre del tamburo. Questi mosaici furono probabilmente eseguiti da artisti esterni all'Epiro. Nell'altare sopravvivono affreschi del XVI secolo del pittore Anania, mentre affreschi del XVII secolo decorano la chiesa principale. La decorazione della chiesa mostra anche un certo numero di influenze occidentali nella sua statuaria, come i rilievi raffiguranti scene bibliche. Nonostante la presenza di elementi occidentali, con influssi romanici, la forte impressione degli ambienti interni è indubbiamente bizantina.

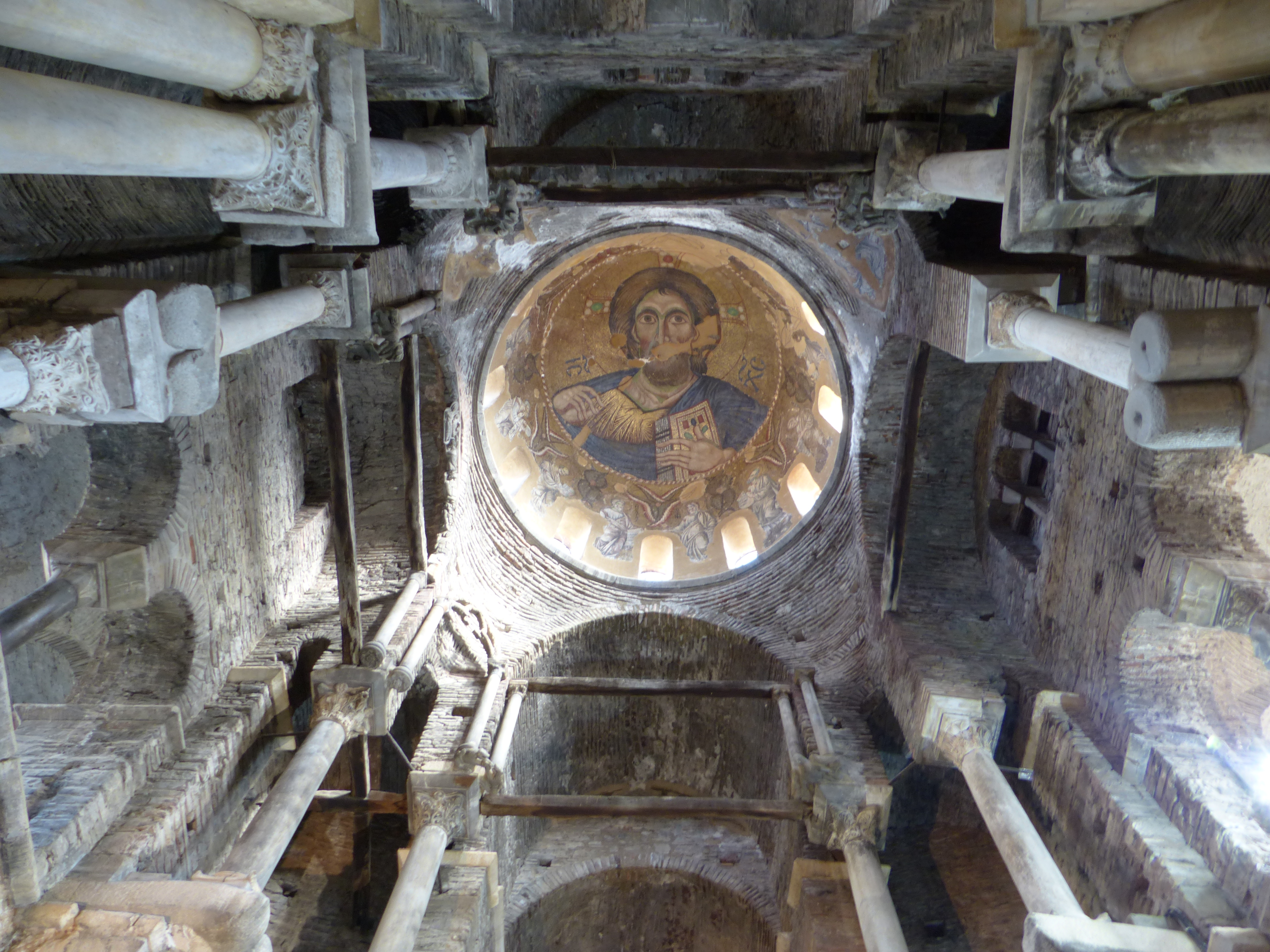
Mosaico del Cristo Pantocratore con i 12 profeti